# 余之禎
余之禎（1546年—？年），字善先，號曉山，四川成都府內江縣人，民籍，明朝政治人物。

## 生平
由縣學附學生中式隆慶元年（1567年）丁卯科四川鄉試第四十四名舉人，隆慶二年（1568年）戊辰科會試第三百五十九名，第三甲第二百一十四名進士。授襄陽府推官，曾任江西吉安府知府。升陕西按察司副使，萬曆十七年（1589年）七月升廣東左參政，復除陕西右参政，十八年七月升都察院右僉都御史、巡撫甘肅，九月被御史彭應參論劾，暫令回籍。

## 家族
曾祖余萬相；祖余祿；父余汝諫；母熊氏。重慶下。